# Christiane Eda-Pierre
Christiane Eda-Pierre, née le 24 mars 1932 à Fort-de-France (Martinique) et morte le 6 septembre 2020 dans les Deux-Sèvres, est une soprano française, l'une des toutes premières cantatrices noires de carrure internationale en France métropolitaine et dans le monde aux côtés de Barbara Hendricks, Marian Anderson, Grace Bumbry, Jessye Norman, Shirley Verrett et Leontyne Price. Son répertoire lyrique va de la musique baroque à la musique contemporaine.

## Biographie

### Jeunesse et formation
Christiane Eda-Pierre naît le 24 mars 1932 à Fort-de-France, rue Gallieni, dans un milieu d'artistes, elle est la fille d'Alice Nardal, une des professeurs de musique qui enseigne au lycée Victor-Schœlcher (Fort-de-France) et au collège Perrinon et de  William Eda-Pierre, un journaliste au Courrier des Antilles, sa tante Paulette Nardal, est une femme de lettres et journaliste martiniquaise, une militante de la cause noire, elle est une des inspiratrices du courant littéraire de la négritude et la première femme noire à étudier à la Sorbonne, fondatrice de la revue La Revue du Monde Noir, son grand-père est un pianiste et un flûtiste accompli, sa grand-mère est elle-même organiste. Très jeune, Christiane Eda-Pierre apprend le piano avec sa mère. Après ses études secondaires chez les chanoinesses de Saint Augustin, elle part pour Paris où pendant deux ans, elle étudie le piano à l'École normale de musique de Paris, mais en suivant les cours de Charles Panzéra, elle passe du piano au chant lyrique, et elle entre  au Conservatoire national supérieur de musique de Paris où elle suit des cours auprès du baryton Louis Noguéra pour le chant, auprès de la comédienne Gabrielle Fontan pour la diction. En 1957, elle sort du conservatoire avec le premier prix de chant, le premier prix d'opéra et le premier prix d'opéra comique,,,.

### Carrière musicale
Christiane Eda-Pierre fait ses débuts à Nice en 1958, dans le rôle de Leïla dans Les Pêcheurs de perles aux côtés du baryton Gabriel Bacquier. L'année suivante, elle paraît au Festival d'Aix-en-Provence, dans le rôle de Papagena dans La Flûte enchantée, puis elle entre en 1960 dans la troupe de la Réunion des Théâtres Lyriques Nationaux (Opéra de Paris et Opéra Comique). Elle en fera partie jusqu’en 1972. D'abord à l'Opéra-Comique en 1960, elle y chante Olympia, Lakmé, Rosine, Violetta, etc., puis à l'Opéra de Paris en 1962, où elle s'impose en Lucia, Gilda, etc. À partir de 1966, elle entreprend une carrière internationale, chantant à Londres, Wexford, Lisbonne, Vienne, Salzbourg, Chicago, New York, etc. Elle chante sous la direction de grands chefs d'orchestre tels que George Solti, Colin Davis, Neville Mariner, Seiji Ozawa ou Karl Bohm, Charles Munch, Lorin Maazel, Daniel Barenboim, André Cluytens, Ricardo Muti, Pierre Boulez et aux côtés de Placido Domingo, José Van Dam, Luciano Pavarotti, Alfredo Kraus,,,,.
Elle défend un vaste répertoire, allant de la musique baroque aux œuvres contemporaines, mais demeure une interprète de Mozart, son compositeur de prédilection, notamment le rôle de Constanze dans L'Enlèvement au sérail, qu'elle chantera avec Karl Böhm à l'opéra Garnier en 1976, puis qu'elle chante dans le monde entier, mais également Donna Anna, Donna Elvira, Vittelia, Elettra. Aussi très appréciée dans les œuvres de Jean-Philippe Rameau, telles Les Indes galantes, Zoroastre, Les Boréades, Dardanus. Elle est aussi une magnifique Antonia dans Les Contes d'Hoffmann, lors de la production de cet opéra à Paris en 1977, dans la mise en scène de Patrice Chéreau. Elle consacre aussi une activité importante au concert et à la radio, chantant des œuvres peu jouées, tels Le Siège de Corinthe, La Jolie Fille de Perth, Benvenuto Cellini, Béatrice et Bénédict, chante également Il pirata (Londres, 1972) et I puritani (Marseille, 1974). Elle participe à la création de Saint François d'Assise d'Olivier Messiaen, en 1983 dirigée par Seiji Osawa,.
Professeur au Conservatoire national supérieur de Paris de 1977 à 1997, puis à la Schola Cantorum de Paris, elle a formé plusieurs artistes de renommée internationale, parmi lesquels Nora Gubisch, Sylvie Valayre et Magali Léger.
Styliste accomplie, elle a eu une des plus importantes carrières internationales parmi les chanteuses françaises de son époque, et fut une des premières cantatrices noires de renom dans le monde avec Marian Anderson, Leontyne Price ou Jessye Norman,,, et fera la promotion des Noirs dans l'ensemble des activités artistiques.
Elle est présidente d'honneur de l'Académie de l'Opéra Comique depuis sa création.

### Vie personnelle
Le 1er juillet 1961, Christiane Eda-Pierre épouse Pierre Lacaze, un maître d'armes et historien de l'escrime décédé en 2006. Le couple donne naissance à un enfant,,.
Le 6 septembre 2020, Christiane Eda-Pierre meurt chez elle dans sa résidence de Saint-Maurice-la-Fougereuse (commune de Saint Maurice Étusson), ou à Faye-l'Abbesse (selon les sources), dans les Deux-Sèvres dans le Centre-Ouest de la France à l'âge de 88 ans,,,.
Sa disparition suscite de nombreux hommages, dont celui de la ministre de la Culture, Roselyne Bachelot, qui aimait à la décrire comme une « reine française de l'art lyrique »,. Ses funérailles ont eu lieu le vendredi 11 septembre 2020 en l'église de Saint Maurice Etusson. Elle repose au cimetière de cette commune.
Le documentaire Mademoiselle Eda-Pierre, en scène, réalisé en 2022 par Frédéric Bouquet-Grilli, lui rend hommage.

## Distinctions
- 1999 : promotion au grade de Commandeur de l'Ordre des Arts et des Lettres[29]
- 2011 : promotion au grade de Grand Officier de l'ordre national du Mérite (France)[30],[31]
- 2016 : nomination au grade d'officier de l'ordre national de la Légion d'honneur[32],[33]

## Discographie sélective
- 1964 : Vivaldi (Gloria, Kyrie pour deux chœurs et deux orchestres, psaume 147 : Lauda Jerusalem), orchestre Jean-François Paillard, Erato
- 1972 : Benvenuto Cellini d'Hector Berlioz, BBC Symphony Orchestra, direction Colin Davis, Philips
- 1973 : La Jolie Fille de Perth de Georges Bizet, MRF Records,
- 1978 : Béatrice et Bénédict d'Hector Berlioz, Orchestre symphonique de Londres, Colin Davis, World Record Club
- 1978 : Missa solemnis et Messe en ut de Ludwig van Beethoven, Orchestre symphonique de Londres, direction Colin Davis, Philips
- 1979 : Airs d'Opéras comiques, orchestre Academy of St Martin in the Fields sous la direction de Neville Marriner, Philips,
- 1979 : Die Entführung aus dem Serail, de Mozart, orchestre Academy of St Martin in the Fields sous la direction de Colin Davis, Philips
- 1983 : Opéra pour une femme seule de Charles Chaynes, Orchestre de l'Opéra national de Paris, sous la direction d'Elgar Howarth, Harmonia Mundi
- 1987 : Le Roi David d'Arthur Honegger, Orchestre philharmonique tchèque, sous la direction de Serge Baudo,  Supraphon
- 1988 : Saint François d'Assise d'Olivier Messiaen, Orchestre et Chœurs de l'Opéra de Paris, sous la direction de Seiji Ozawa, Assai
- 1990 : Pour un monde noir de Charles Chaynes, Orchestre philharmonique de Radio France, Calliope,
- 1992 : Missa solemnis et Te deum de Serge Lancen, Harmonieorkest Conservatorium Maastricht, sous la direction de Sef Pijpers, Molenaar's Muziekcentrale

### Autres références
Un documentaire de 52 minutes a été consacré à Christiane Eda-Pierre produit par Merapi Prod et réalisé par Lionel boisseau et Frédéric Bouquet-Grilli a été diffusé en septembre 2022